# Arnaldo de Vivarés
Arnaldo de Vivarés fue un jurista español del siglo XIV, tal vez originario de Vivarais (Francia).
En 1335 era juez ordinario de Gerona. Redactó varios articulados de costumbres y prácticas jurídicas de dicha ciudad y diócesis. En 1337 el rey Pedro el Ceremonioso le autorizó, junto con otro jurista gerundense, Francisco Terrades, para abogar contra los derechos fiscales y contra la ciudad, a pesar de una prohibición general existente.